# Ävdshigas-oaivi
Ävdshigas-oaivi är ett berg i Finland.   Det ligger i den ekonomiska regionen Norra Lappland och landskapet Lappland, i den norra delen av landet, 900 km norr om huvudstaden Helsingfors. Toppen på Ävdshigas-oaivi är 320 meter över havet.
Terrängen runt Ävdshigas-oaivi är kuperad åt nordost, men åt sydväst är den platt.  Trakten runt Ävdshigas-oaivi är nära nog obefolkad, med mindre än två invånare per kvadratkilometer. Det finns inga samhällen i närheten. Omgivningarna runt Ävdshigas-oaivi är i huvudsak ett öppet busklandskap.